# Johannes Ciconia
Johannes Ciconia, franko-flamski skladatelj in glasbeni teoretik, * okrog 1370, Liège, † december 1412, Padova. 
Zaradi imenske in zgodovinske podobnosti je bil pogosto zamenjevan z Johannesom Ciconio, verjetno njegovim očetom, ki je okrog leta 1350 deloval v Avignonu kot tajnik žene nečaka papeža Klementa VI. Leta 1358 se je ta Johannes Ciconia ustalil v Italiji in deloval v Padovi. Med svojim bivanjem v Italiji je pogosto potoval v spremstvu kardinala Gila Alvareza De Albornoza in prišel v stik z glasbo tedanjega časa (italijanski trecento) in po tem vzoru skomponiral nekaj skladb. Leta 1372 se je vrnil v Liège, ostal je neporočen.
Drugi glasbenik z imenom Johannes Ciconia se pojavlja v analih mesta Liège ut leta 1385 kot duodenus, v splošnem mladenič, in tako verjetneje skladatelj sam. Papeški arhivi navajajo, da je bil ta Ciccionia leta 1391 v službi papeža Bonifacija IX. v Rimu. Do leta 1401 se je preselil v Padovo, kjer je ostal do svoje smrti.
Ciconijeva glasba je slogovno raznolika in eklektična. Tipična glasba severne Italije, kot npr. madrigal Una panthera, je kombiniran s francosko ars novo. Kompleksnejši slog ars subtilior označuje njegovo delo Sus un fontayne, pozno-srednjeveški slog pa se začenja preoblikovati v melodiko renesančne glasbe (npr. v skladbi O rosa bella). Komponiral je tako posvetno glasbo (francoske virelaie, italijanske ballate in madrigale) kot sakralno glasbo (motete, mašne stavke, nekaj izmed njih je izoritmičnih), pisal pa je tudi teoretične razprave o glasbi. Možno je, da so mu nekatera dela pripisana pomotoma. Vsa skladateljeva dela naj bi nastala pred letom 1390.